# 9291 Alanburdick
9291 Alanburdick (1982 QO) là một tiểu hành tinh vành đai chính được phát hiện ngày 17 tháng 8 năm 1982 bởi ở.